# Unione Sportiva Foggia 2011-2012
Questa pagina raccoglie i dati riguardanti l'Unione Sportiva Foggia nelle competizioni ufficiali della stagione 2011-2012.

## Stagione
Nella stagione 2011-2012 il Foggia disputa il girone A del campionato di Prima Divisione, raccoglie sul campo 42 punti, ma riceve una pesante penalizzazione di 4 punti, per le difficoltà economiche che attanagliano la società rossonera, chiudendo comunque il torneo con una dignitosa salvezza. Il torneo è iniziato con Valter Bonacina in panchina, sostituito da Paolo Stringara alla 9ª giornata, per poi ritornare da Bonacina dalla 31ª giornata fino al termine della stagione. I satanelli hanno raccolto 22 punti nel girone di andata e 20 nel girone di ritorno. Con 5 reti a testa il nigeriano Kolawole Agodirin e Dario Venitucci sono stati i migliori realizzatori foggiani. Il Foggia ha partecipato alla Coppa Italia nazionale dove nel primo turno ha superato (3-0) il Trapani, poi nel secondo turno esce dal torneo superato (2-0) dalla Nocerina. Nella Coppa Italia di Lega Pro, il Foggia non disputa il girone di qualificazione, avendo giocato la Coppa Italia nazionale, entra in scena nei turni ad eliminazione, nel primo vince a Barletta (0-2), nel secondo turno supera (1-0) il Benevento, nel gironcino del terzo turno supera Catanzaro ed Andria, poi si ferma in semifinale, perdendo il doppio confronto con lo Spezia, che poi vince il trofeo. Ma al termine della tribolata stagione arriva il fallimento della società foggiana, che impone di ripartire con una nuova società dai dilettanti in Serie D, per la stagione 2012-2013.

## Rosa
| N. |                    | Ruolo | Calciatore          |
| -- | ------------------ | ----- | ------------------- |
|    | Italia (bandiera)  | P     | Domenico Botticella |
|    | Italia (bandiera)  | P     | Paolo Ginestra      |
|    | Italia (bandiera)  | P     | Michele Leo         |
|    | Italia (bandiera)  | D     | Denny Cardin        |
|    | Italia (bandiera)  | D     | Raffaele D'Orsi     |
|    | Italia (bandiera)  | D     | Alessandro De Leidi |
|    | Italia (bandiera)  | D     | Federico Frigerio   |
|    | Francia (bandiera) | D     | Guillaume Gigliotti |
|    | Italia (bandiera)  | D     | Matteo Lanzoni      |
|    | Italia (bandiera)  | D     | Giovanni Tomi       |
|    | Italia (bandiera)  | D     | Juri Toppan         |
|    | Guinea (bandiera)  | D     | Mohamed Traoré      |
|    | Italia (bandiera)  | C     | Nicolò Bianchi      |
|    | Italia (bandiera)  | C     | Carmine Marinaro    |

| N. |                    | Ruolo | Calciatore              |
| -- | ------------------ | ----- | ----------------------- |
|    | Italia (bandiera)  | C     | Fabio Meduri            |
|    | Italia (bandiera)  | C     | Salvatore Molina        |
|    | Italia (bandiera)  | C     | Riccardo Perpetuini     |
|    | Italia (bandiera)  | C     | Dario Venitucci         |
|    | Brasile (bandiera) | C     | Renan Wagner            |
|    | Italia (bandiera)  | C     | Francesco Mirko Velardi |
|    | Nigeria (bandiera) | A     | Kolawole Agodirin       |
|    | Italia (bandiera)  | A     | Elia Cortesi            |
|    | Brasile (bandiera) | A     | Wilson Cruz             |
|    | Francia (bandiera) | A     | Grégoire Defrel         |
|    | Brasile (bandiera) | A     | Daniel Ferreira         |
|    | Italia (bandiera)  | A     | Marco Giovio            |
|    | Francia (bandiera) | A     | Laurent Lanteri         |
|    | Italia (bandiera)  | A     | Christian Tiboni        |

## Risultati

### Lega Pro Prima Divisione

#### Girone di andata
| Arbitro: | Peretti (Verona) |

|             |           |                            |
| Lanteri 44’ | Marcatori | 48’ M. Rinaldi 86’ Pintori |

| Vercelli 11 settembre 2011 2ª giornata | Pro Vercelli                  | 0 – 0 | Foggia | Stadio Silvio Piola\| Arbitro: \| De Faveri (San Donà di Piave) \| |
| Arbitro:                               | De Faveri (San Donà di Piave) |       |        |                                                                    |

| Arbitro: | Aureliano (Bologna) |

|                |           |            |
| Carparelli 77’ | Marcatori | 74’ Defrel |

| Arbitro: | Dei Giudici (Latina) |

|             |           |  |
| Lanteri 35’ | Marcatori |  |

| Como 2 ottobre 2011 5ª giornata | Como                  | 0 – 0 | Foggia | Stadio Giuseppe Sinigaglia\| Arbitro: \| Intagliata (Siracusa) \| |
| Arbitro:                        | Intagliata (Siracusa) |       |        |                                                                   |

| Arbitro: | Aversano (Treviso) |

|                      |           |           |
| Venitucci 24’ (rig.) | Marcatori | 75’ Lepri |

| Arbitro: | Cifelli (Campobasso) |

|              |           |            |
| Daldosso 32’ | Marcatori | 78’ Giovio |

| Arbitro: | Caso (Verona) |

|  |           |                               |
|  | Marcatori | 8’ Iraci 12’ (aut.) Gigliotti |

| Arbitro: | Bietolini (Firenze) |

|  |           |               |
|  | Marcatori | 65’ Venitucci |

| Arbitro: | Borriello (Mantova) |

|              |           |           |
| Agodirin 84’ | Marcatori | 33’ Thiam |

| Arbitro: | Chiffi (Padova) |

|                                      |           |                          |
| Eusepi 7’ Di Gaudio 62’ Memushaj 67’ | Marcatori | 26’ Tiboni 71’ Venitucci |

| Arbitro: | Abbattista (Molfetta) |

|  |           |               |
|  | Marcatori | 14’ Sciaudone |

| Arbitro: | Oliveri (Palermo) |

|                 |           |                           |
| Arma 54’ (rig.) | Marcatori | 59’ Gigliotti 88’ Lanzoni |

| Arbitro: | Fabbri (Ravenna) |

|              |           |              |
| Agodirin 52’ | Marcatori | 50’ Ginestra |

| Arbitro: | Lanza (Nichelino) |

|                                         |           |  |
| Baraye 42’ (rig.) Antonelli Agomeri 56’ | Marcatori |  |

| Arbitro: | Coccia (San Benedetto del Tronto) |

|                             |           |              |
| Molina 56’ W. Cruz 68’, 74’ | Marcatori | 73’ Pisacane |

| Arbitro: | Paolini (Ascoli Piceno) |

|  |           |                        |
|  | Marcatori | 56’ W. Cruz 61’ Meduri |

#### Girone di ritorno
| Arbitro: | Gallo (Barcellona Pozzo di Gotto) |

|  |           |              |
|  | Marcatori | 85’ Agodirin |

| Arbitro: | D'Angelo (Ascoli Piceno) |

|              |           |               |
| Agodirin 44’ | Marcatori | 12’ Malatesta |

| Arbitro: | Pasqua (Tivoli) |

|               |           |  |
| Venitucci 26’ | Marcatori |  |

| Arbitro: | Bindoni (Venezia) |

|                          |           |             |
| Colacone 57’ (rig.), 84’ | Marcatori | 5’ Agodirin |

| Arbitro: | Martinelli (Roma) |

|               |           |                        |
| Venitucci 12’ | Marcatori | 14’ Paonessa 74’ Diogo |

| Arbitro: | Aversano (Treviso) |

|  |           |                         |
|  | Marcatori | 39’ Pompilio 89’ Defrel |

| Arbitro: | Verdenelli (Foligno) |

|  |           |            |
|  | Marcatori | 85’ Sinato |

| Arbitro: | Bietolini (Firenze) |

|  |           |                         |
|  | Marcatori | 77’ Wagner 90+1’ Defrel |

| Arbitro: | Caso (Verona) |

|                             |           |  |
| Lanteri 30’ D. Ferreira 51’ | Marcatori |  |

| Arbitro: | Intagliata (Siracusa) |

|                                                          |           |  |
| D'Angelo 7’ Millesi 43’ Zigoni 70’ De Angelis 75’ (rig.) | Marcatori |  |

| Arbitro: | La Penna (Roma) |

|              |           |                                     |
| Pompilio 13’ | Marcatori | 73’ A. Ferretti 77’ (rig.) Memushaj |

| Arbitro: | Manganiello (Pinerolo) |

|                       |           |                      |
| Coly 38’ Giorgino 72’ | Marcatori | 25’ (rig.) Gigliotti |

| Arbitro: | Brasi (Seregno) |

|  |           |                              |
|  | Marcatori | 39’ J. Fortunato 44’ Zamboni |

| Arbitro: | D'Angelo (Ascoli Piceno) |

|                          |           |  |
| Scappini 8’ Ginestra 43’ | Marcatori |  |

| Arbitro: | Aversano (Treviso) |

|                 |           |  |
| D. Ferreira 48’ | Marcatori |  |

| Arbitro: | Peretti (Verona) |

|             |           |            |
| Litteri 32’ | Marcatori | 83’ Defrel |

| Arbitro: | Bruno (Torino) |

|                 |           |                    |
| D. Ferreira 27’ | Marcatori | 16’, 63’ M. Marchi |

### Coppa Italia
| Arbitro: | D'Angelo (Ascoli Piceno) |

|                                                 |           |  |
| Tiboni 18’ Lanzoni 45+2’ Venitucci 90+3’ (rig.) | Marcatori |  |

| Arbitro: | Cervellera (Taranto) |

|                     |           |  |
| L. Castaldo 5’, 38’ | Marcatori |  |

### Coppa Italia Lega Pro
| Arbitro: | De Faveri (San Donà di Piave) |

|  |           |                               |
|  | Marcatori | 86’ N. Bianchi 90+4’ Frigerio |

| Arbitro: | Fanton (Lodi) |

|                 |           |  |
| Tomi 47’ (rig.) | Marcatori |  |

| Arbitro: | Bellotti (Verona) |

|                                                                         |           |              |
| Lanteri 32’, 37’ Marinaro 49’ Wagner 51’ Pompilio 58’ (rig.) Cardin 87’ | Marcatori | 22’ Marongiu |

| Arbitro: | Saia (Palermo) |

|  |           |              |
|  | Marcatori | 76’ De Leidi |

| Arbitro: | Rocca (Vibo Valentia) |

|             |           |  |
| Lanteri 82’ | Marcatori |  |

| Arbitro: | Bellotti (Verona) |

|                                                                               |           |  |
| Evacuo 24’ Marotta 46’ (rig.) Buzzegoli 54’ Bianco 67’ Madonna 75’ Casoli 90’ | Marcatori |  |